# Kdo se bojí pokrývače?
Kdo se bojí pokrývače? (v anglickém originále Don't Fear the Roofer) je 16. díl 16. řady (celkem 351.) amerického animovaného seriálu Simpsonovi. Scénář napsal Kevin Curran a díl režíroval Mark Kirkland. V USA měl premiéru dne 1. května 2005 na stanici Fox Broadcasting Company a v Česku byl poprvé vysílán 14. října 2007 na stanici ČT2.

## Děj
Springfield zasáhlo deštivé počasí a Simpsonovým začalo pršet do domu skrze děravou střechu. Homer vytvořil z dráhy pro autíčka improvizovaný odtokový systém, ale kvůli jeho neschopnosti situaci ještě zhoršil. Rozhodl se proto, že zajde k Vočkovi, kde se mu ale podařilo zkazit Lennymu překvapení, a tak ho odtamtud vyhnali. Zajel proto do baru Knockers, kde se potkal s pokrývačem Rayem Maginim a domluvil se s ním, že mu pomůže opravit střechu. Následující den Marge, Bart, Líza a Spasitel odjeli do domova důchodců na návštěvu k dědovi. Chvíli po jejich odjezdu přišel Ray, aby opravil děravou střechu. Během opravy po sobě ze srandy začali Homer s Rayem střílet hřebíky a všiml si toho i Ned Flanders. Ray už ale musel jít a slíbil, že přijde zítra. Nemotorný Homer při sledování Rayova odjíždějícího auta opravenou část střechy opět probořil a Marge na něj po příjezdu byla velmi naštvaná a Homerovi řekla, aby koupil šindele a střechu opravil sám, protože nevěřila, že Ray přijde.
Další den Homer při nakupování šindelů na opravu střechy potkal Raye v obchodě a opět se domluvili, že Ray přijde střechu dokončit. Odpoledne si Homer sedl na střechu a vyčkával na příchod Raye, ale nedočkal se. Kvůli tomu, že Marge Raye ještě nikdy neviděla a vždy, když Homer řekl, že má přijet, tak nepřijel, si začala myslet a Homera o tom přesvědčovala, že Raye si pouze vymyslel a neexistuje. Jelikož Homer toto odmítal, ráno se ho Marge rozhodla odvést do psychiatrické léčebny ve Springfieldu. Když se probral, stáli kolem něj doktor Dlaha, Marge, Ned, Líza a Bart a začali jej přesvědčovat o tom, že Ray neexistuje. Homer řekl, že Bart ho viděl při nakupování šindelů v obchodě, ale ten mu odpověděl, že ne, že viděl pouze Homera, jak mluví sám se sebou. Stejně tak řekl, že Ned viděl Raye na střeše, ale i ten mu odpověděl, že viděl pouze jeho. Dále Homera napadlo, zeptat se barmana v baru Knockers, ale i ten řekl, že Raye neviděl. Líza následně přišla s „důkazem“, že při přeházení písmen ve jméně Ray Magini vznikne slovo imaginary, což v angličtině znamená imaginární, neexistující. Homer ale z lůžka oknem uviděl Raye, jak spravuje střechu, ale nedokázal se vyjádřit a začal pouze vydávat nesmyslné zvuky, což nikdo nepochopil. Doktor Dlaha se proto rozhodl k léčbě elektrošoky.
O šest týdnů později, když si pro Homera Marge s dětmi přijeli do nemocnice, se potkali s Rayem, načež Homer reagoval agresivně a řval na něj, že neexistuje. Marge, Bart, Líza i doktor Dlaha se přiznali, že Raye také vidí. Ray následně celou situaci objasnil: Barman v baru Knockers Raye neviděl kvůli pásce přes oko. Ned Flanders Raye neviděl kvůli tomu, že ve chvíli kdy se díval, stál Ray za komínem. Zbývala objasnit poslední situace, kdy Bart v obchodě viděl Homera mluvit do prázdna. To zodpověděl Stephen Hawking, který odhalil trhlinu v časoprostoru, která v kombinaci s kovovými pilinami v ovzduší vytvořila miniaturní černou díru. Tato anomálie se nacházela mezi Homerem a Bartem a vytvořila gravitační čočku, která pohlcovala světlo odrážené od pokrývače Raye. Homer doktora Dlahu za to, že musel utrpět tolik bolesti kvůli tomuto nedorozumění, potrestal tím, že musel místo něj a Raye opravit střechu sám.

## Přijetí
Ve Spojených státech díl během premiéry sledovalo 11,92 milionu diváků.
Colin Jacobson z DVD Movie Guide v recenzi 16. řady k dílu uvedl: „Myslím, že je to pro seriál poměrně svěží koncept, ale nikam moc nevede. Vedlejší zápletka v domově důchodců nabízí spíše úsměvné momenty, zatímco hlavní příběh se nedokáže rozjet. Jako obvykle se nějaký ten smích objeví, ale není častý.“.
Patrick D. Gaertner ze serveru Puzzled Pagan napsal: „Tento díl byl pro mě naprostá a totální blbost. (…) Trochu mi to připadá jako jedna z těch epizod, kde to postaví na tom, že přijde nějaká celebrita, která hraje sama sebe a mluví o tom, jak je skvělá, ale Ray Romano hraje postavu, kterou Homer považuje za nejvtipnějšího člověka na světě. Ray je v této epizodě stroj na špatné vtipy, ale Homer nám pořád říká, že je k popukání, a na konci dílu nám rovnou říkají, abychom se dívali na Raymonda má každý rád, což je hrozný nápad. (…) Je to jen dost hloupá epizoda, která mi přišla jako utrpení.“.
Server Screen Rant díl označil za nejlepší epizodu 16. řady.